# Kathedraal van Leicester
De kathedraal van Leicester, ook wel de Sint-Martinuskathedraal (Engels: Cathedral Church of St Martin), is een anglicaanse kathedraal in Leicester, Engeland, en is de bisschopszetel van bisdom Leicester.

## Geschiedenis

### De kathedraal
De eerste sporen van een kerk stammen uit 1086. In de 13e en 15e eeuw werd de kerk herbouwd. Tijdens de reformatie zou de kerk beroofd worden van haar beelden, priesterlijke gewaden en glas in lood. In 1927 werd het nieuwe bisdom Leicester gecreëerd. De Sint-Martinuskerk werd daarmee kathedraal. De kathedraal heeft de status van Grade II* listed building.

### Richard III
In 2012 werden in Leicester de overblijfselen gevonden van Richard III van Engeland (waar nu het King Richard III Visitor Centre gevestigd is). In maart 2015 werden deze overblijfselen begraven in de kathedraal van Leicester. Voordat de begrafenis plaats had bestond er de mogelijkheid om het lichaam te bezichtigen in de kathedraal, waarvoor grote belangstelling was. De plek van het graf is toegankelijk voor bezoekers van de kathedraal.
Nabestaanden van de koning hadden zich voor de begrafenis verenigd in de 'Plantagenet Alliance'. Zij pleitten ervoor het lichaam van Richard III in York te begraven. Een rechter stond echter de begrafenis in Leicester toe.